# П'ятнична мечеть (Єзд)
П'ятнична мечеть, соборна мечеть (перс. مسجد جامع — масджед-е джом'е) в м. Єзд, Іран — пам'ятка середньовічної архітектури, заснована у XII столітті, значно перебудована у 1324-1365.
Стіни мечеті багато орнаментовані. Розташована в центральній, старій частині міста, оточена кварталами з вузькими вулицями та традиційними глинобитними будинками.

## Галерея

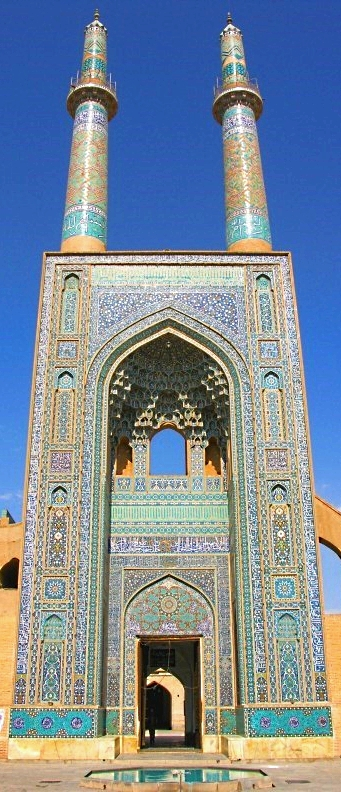
Портал
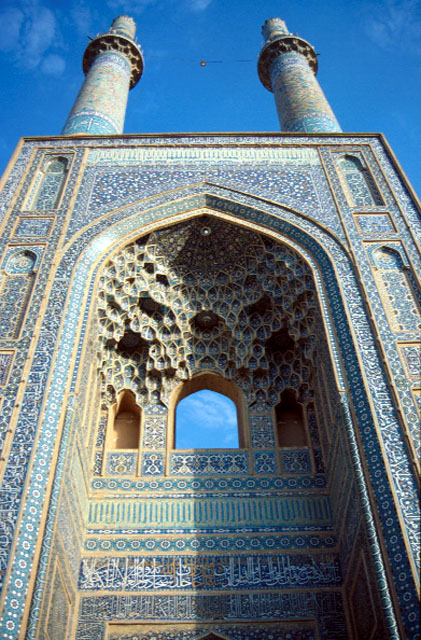
Мінарети
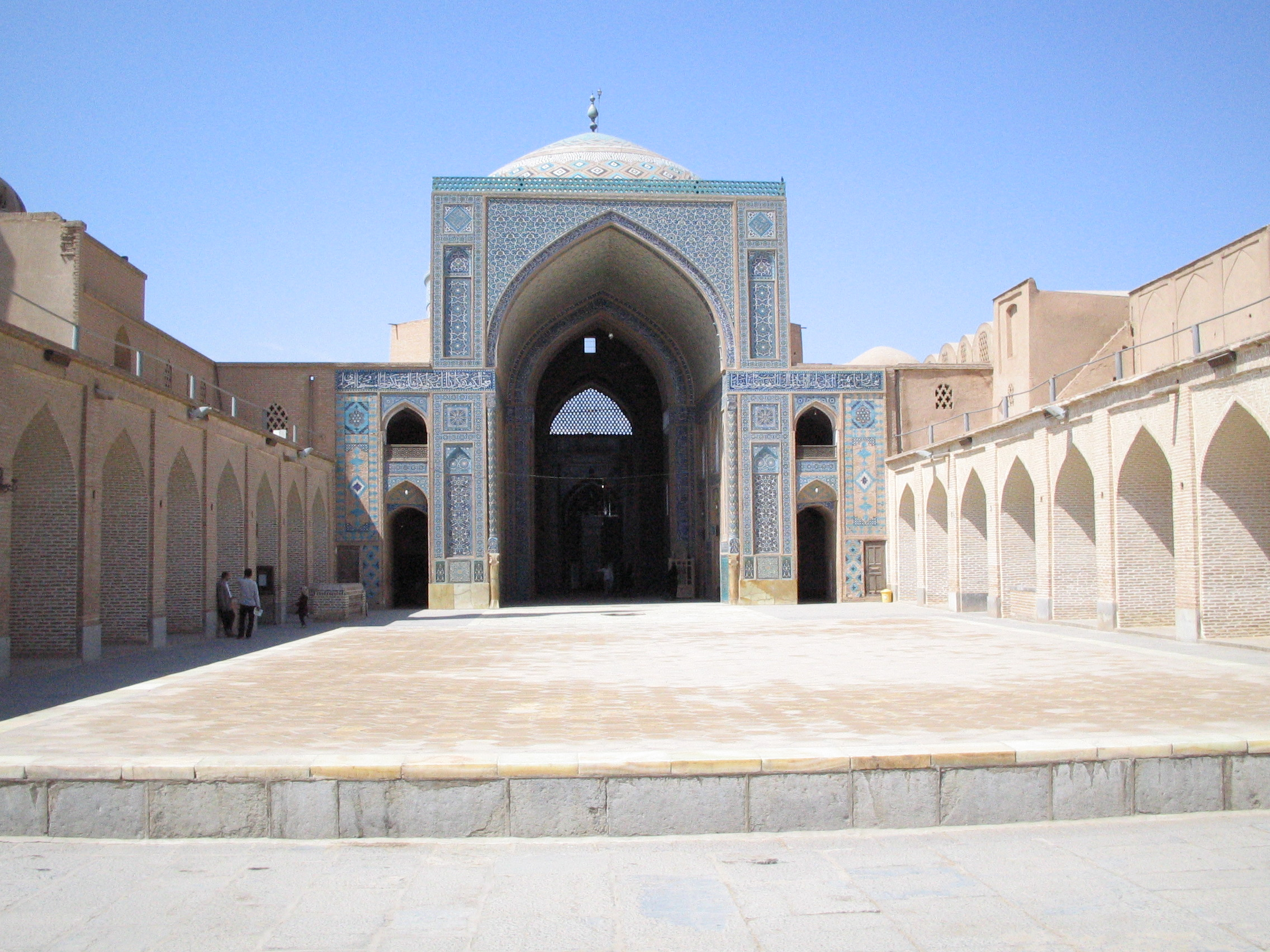
Внутрішній двір
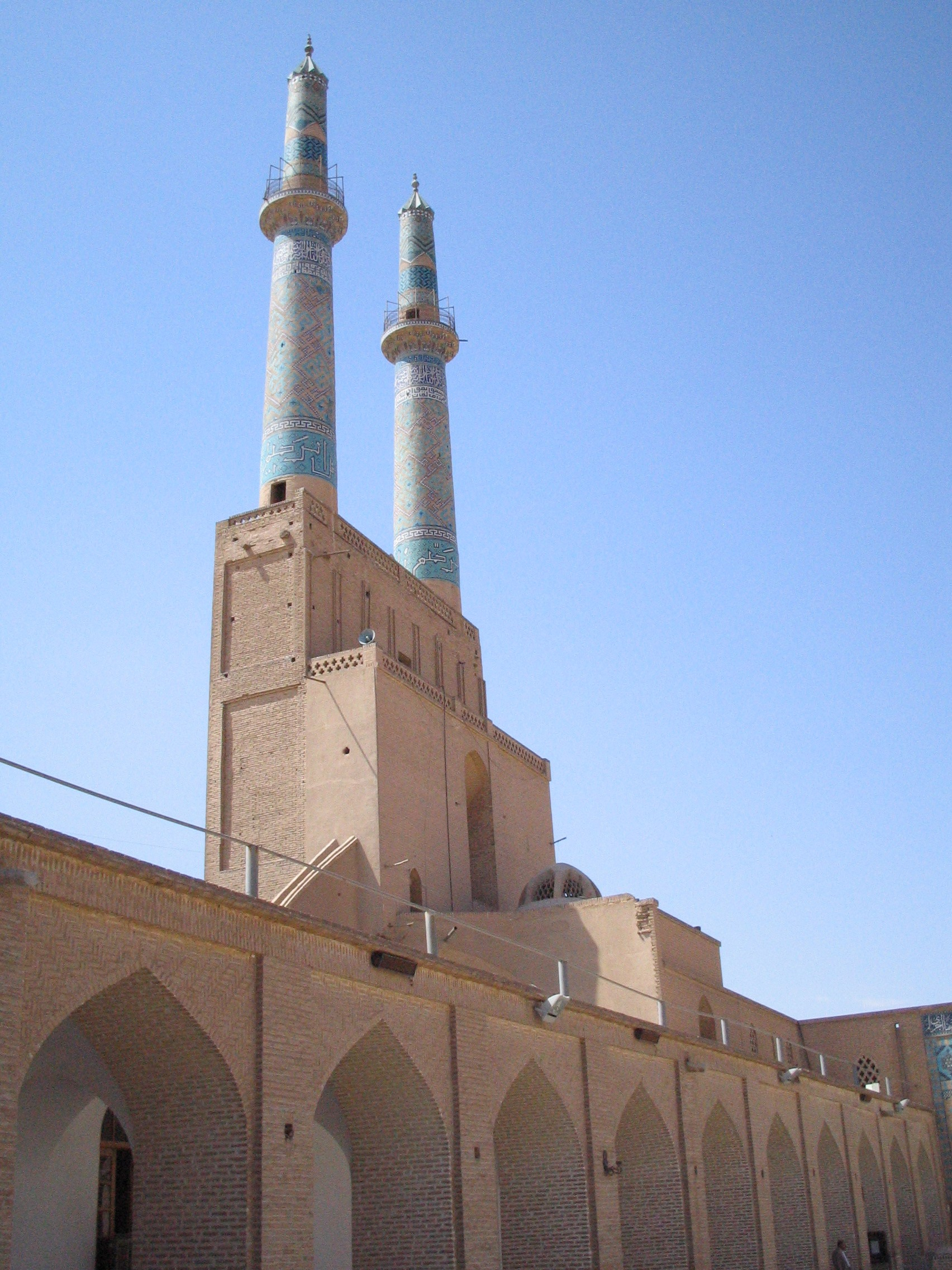
Внутрішній двір
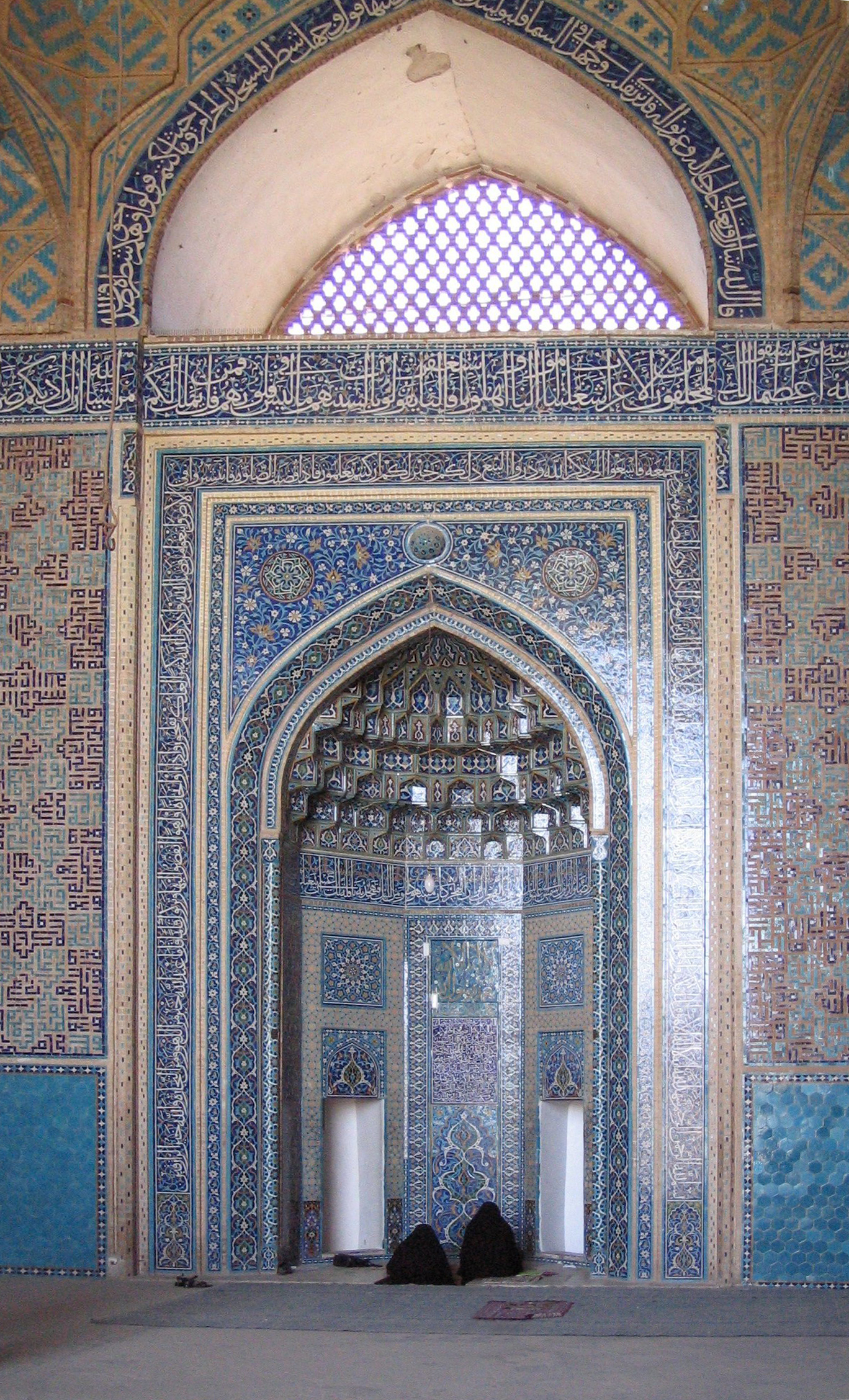
Міхраб